# Anton Krutisch

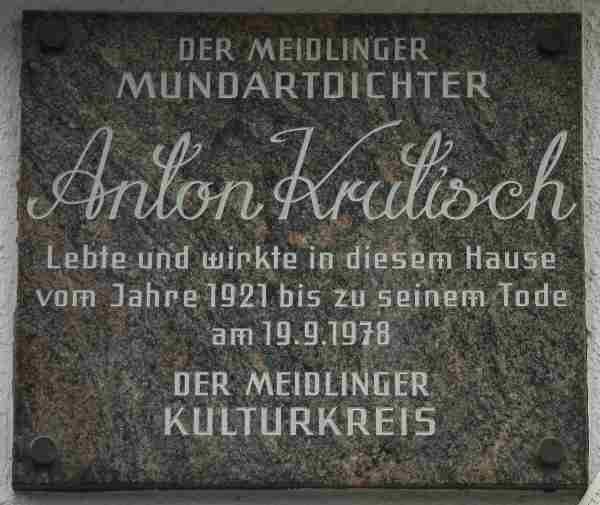
Gedenktafel für Anton Krutisch

Anton Hugo Krutisch (* 2. Mai 1921 in Wien; † 19. September 1978) war ein österreichischer Heimatdichter und Humorist.

## Leben
Aufgewachsen ist Anton Krutisch im 12. Wiener Gemeindebezirk Meidling, wo er auch die Pflichtschule besuchte.
Nach seiner Lehre als Bau- und Galanteriespengler wurde er 1940 zur Wehrmacht eingezogen. Nach einer Verwundung im Zweiten Weltkrieg, wo ihm ein Unterschenkel amputiert werden musste, konnte er den erlernten Beruf aber nie ausüben. So arbeitete er als Buchhalter und schließlich bei der Sozialversicherungsanstalt.
Nebenbei verfasste er immer wieder Kurzgeschichten und Glossen. Als Fan des Meidlinger Fußballklubs SC Wacker Wien schrieb er auch Sportberichte und -feuilletons. Er wurde 1950 in die Fachgruppe der Sportjournalisten aufgenommen. Vor allem begeisterte er sich für das Wienerlied. Von 1950 bis 1970 war Krutisch Obmann des Geselligkeitsvereins D’ guaten Weana. Er trat bei verschiedenen Veranstaltungen auch als Conférencier auf.
Erst mit 50 Jahren begann er Mundartgedichte heiteren und besinnlichen Inhalts zu schreiben, die er auch selbst vortrug. Seine Themen stammten meist aus Krutischs engerer Heimat Meidling. Einige seiner Gedichte wurden als Wienerlieder vertont. Bekannt wurde er durch Auftritte bei Heinz Conrads im Fernsehen, sowie mit den Spitzbuben, mit denen er auftrat. Auch eine Schallplatte mit einer Lesung seiner Spezialitäten erschien. Er erfreute sich seit dieser Zeit großer Popularität.
1978 starb er 58-jährig nach kurzem Leiden. Sein Grab befindet sich auf dem Wiener Südwestfriedhof (Gruppe 61, Reihe 2, Nummer 28).

## Werke

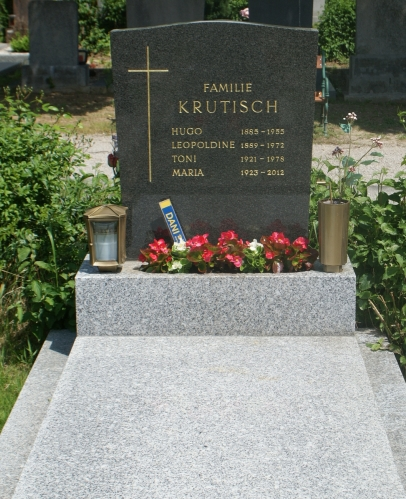
Grabstätte von Anton Krutisch

- Wiener Lavendel. Wien 1976, ISBN 3-900-272-38-7.
- Kraut und Ruam. 1977 (Kraut und Rüben)
- Ka Bam wachst in Himmel. 1979 (Kein Baum wächst in den Himmel)

## Auszeichnungen
- Augustin-Plakette (1977)
- Große Wienerliedplakette (1977)
- Gedenktafel am ehemaligen Wohnhaus Niederhofstraße 22 (1991)